# Gerena
Gerena er en by og kommune i det sydlige Spanien i provinsen Sevilla. Den har et indbyggertal på 7.923 (2024) indbyggere.